# Kurovice
Kurovice (deutsch Kurowitz) ist eine Gemeinde in Tschechien. Sie liegt sieben Kilometer südwestlich von Holešov und gehört zum Okres Kroměříž.

## Geographie
Kurovice befindet sich am Fuße der westlichen Ausläufer des Wisowitzer Berglandes in der Obermährischen Senke (Hornomoravský úval) und wird vom Bach Kurovický potok durchflossen.
Südwestlich erhebt sich der Na Skále (284 m) und im Süden die Křemenná (314 m). Westlich Dorfes verläuft die Schnellstraße R 55.
Nachbarorte sind Kamenecký Mlýn, Pravčice und Třebětice im Norden, Čmelův Mlýn, Alexovice und Ludslavice im Nordosten, Na Kopci und Žeranovice im Osten, Míškovice im Südosten, Machová und Tlumačov im Süden, Střížovice und Trávník im Südwesten, Doubravice und Záhlinice im Westen sowie Chrášťany im Nordwesten.

## Geschichte
Die erste schriftliche Erwähnung des bischöflichen Lehns Curovitz erfolgte 1276 als Sitz des Zaschit de Curovitz (Zášit z Kurovic). Wenig später wurde die Feste zum erblichen Vladikensitz. Im Jahre 1320 wurde der Ort als Chorobitz bezeichnet. 1339 verkaufte der Vladike Beneš Hus das Gut Curowicz, zu dem auch das Dorf Třebětice gehörte, an den Bischof Jan Volek. Vor 1385 eroberte Ješek von Sternberg auf Lukov, die Jaroslav, Burggraf auf Sternberg gehörige Feste wegen einer angeblich nicht bezahlten Schuld. Bischof Nikolaus von Riesenburg belehnte Ješek 1390 mit Curowicz und der Hälfte von Holešov. Während der Hussitenkriege zerstörten die Aufständischen zwischen 1423 und 1424 die den auf Seiten des Kaisers kämpfenden Sternbergern gehörige Feste. Sie wurde vor 1447 wiederaufgebaut und zu dieser Zeit als Schloss bezeichnet. In der zweiten Hälfte des 15. Jahrhunderts wurde die Feste während des böhmisch-ungarischen Krieges erneut beschädigt. Nachdem Bischof Stanislaus Thurzo 1482 das Lehn Curowicz an die Brüder Vilém, Kuneš und Jan von Vrchlabí gereicht hatte, ließen diese die Feste ab 1499 zu einem mächtigen spätgotischen Bau mit drei Flügeln erweitern und mit Bollwerken und Wällen umgeben. Vollendet wurde der repräsentative Wohnsitz unter Oldřich von Vrchlabí. Die Kurovský von Vrchlabí hielten Kurowicze bis 1565, anschließend belehnte Bischof Wilhelm Prusinovský von Víckov Joachim Zoubek von Zdětín mit dem Gut. Unter Joachim Zoubek und dessen Sohn Jan Bohuslav erfolgte ein weiterer Um- und Ausbau der Feste. Im Jahre 1603 erwarb Alexander Jobst Haugwitz von Biskupitz das Gut mit der Feste und den beiden Dörfern Kurovice und Třebětice für 15.000 Gulden. Zu Beginn des Dreißigjährigen Krieges wurde die Feste zweimal von aufständischen Walachen eingenommen. Wenzel Eusebius von Lobkowicz, der Kurovice nach der Schlacht am Weißen Berg erworben hatte, ließ um 1630 die Feste aufstocken und den freistehenden Turm abtragen. 1651 kaufte Johann von Rottal das Gut und schlug es seiner Herrschaft Holešov zu. Zur Feste gehörte im 17. Jahrhundert auch eine Brauerei. Nach dem Erlöschen des Geschlechts von Rottal fiel das Erbe 1762 Franz Anton von Rottals Schwiegersohn Franz Maximilian Nádasdy zu, der die Herrschaft an die Grafen Erdődy veräußerte. Vor 1840 wurde an der Křemenná ein Wandbruch zur Gewinnung von tonigem Kalk aufgenommen. Bis zur Mitte des 19. Jahrhunderts blieb der Ort immer nach Holešov untertänig.
Nach der Aufhebung der Patrimonialherrschaften bildete  Kurovice / Kurowitz ab 1850 eine Gemeinde in der Bezirkshauptmannschaft Holešov. 1858 verkauften die Grafen Erdődy ihre Güter in Holešov mit allem Zubehör an die Grafen von Würben. Im Jahre 1960 wurde die Gemeinde dem Okres Kroměříž zugeordnet. Nachdem 1997 an der Křemenná der Abbau des Kalkstein, der im benachbarten Tlumačov unter dem Markennamen Kurovina zu Zement verarbeitet wurde, deutlich reduziert wurde, erfolgte später die gänzliche Einstellung. Im April 1999 erklärte die Bezirksverwaltung Kroměříž den Bruch zum Naturdenkmal. Die Gemeinde führt ein Wappen und Banner, das die Lilie der Zástřizl und die eiserne Hand der Zoubek von Zdětín zeigt.

## Ortsgliederung
Für die Gemeinde Kurovice sind keine Ortsteile ausgewiesen.

## Sehenswürdigkeiten
- Kirche der hl. Kunigunde, auf dem Dorfanger. Der ehemals gotische Bau entstand im 14. Jahrhundert und wurde 1582 unter Jan Bohuslav Zoubek von Zdětín erweitert, daran erinnert eine mit seinem Wappen und denen seiner Frauen Anna von Zástřizl und Kunka von Korotín verzierte Tafel im Seitenschiff. Später erfolgte der Anbau eines barocken Turmes.
- Feste Kurovice, sie entstand im 13. Jahrhundert und wurde mehrfach vergrößert. Erhalten sind neben einem gotischen Kern auch Wappen der Herren von Vrchlabí, der Zoubek von Zdětín und des Kardinals Dietrichstein. Ihr heutiges Aussehen erhielt der Bau um 1630 unter Wenzel Eusebius von Lobkowicz, der das zweite Stockwerk aufsetzen ließ. Im 19. Jahrhundert wurde die Brücke über den Burggraben abgetragen. Seit dem Ende des 19. Jahrhunderts diente das Gebäude als Wohnhaus für den Gutsverwalter und die Bediensteten sowie teilweise als Speicher. In der zweiten Hälfte des 20. Jahrhunderts nutzte die JZD das Gebäude und ließ es verkommen. In den 1980er Jahren erwarb das Museum Kroměříž die Feste. Eine 1988 begonnene Generalsanierung wurde zwei Jahre später abgebrochen und das leerstehende Gebäude 2006 an einen Privatbesitzer verkauft.
- Gedenkkreuz auf dem Friedhof
- Naturdenkmal Kurovický lom, ehemaliger Kalkbruch mit See an der Křemenná, südwestlich des Dorfes.
- Wasserbiotop Obroubek
- Population der Wassernuss im Wasserspeicher hinter dem Gemeindeamt

Sehenswürdigkeiten
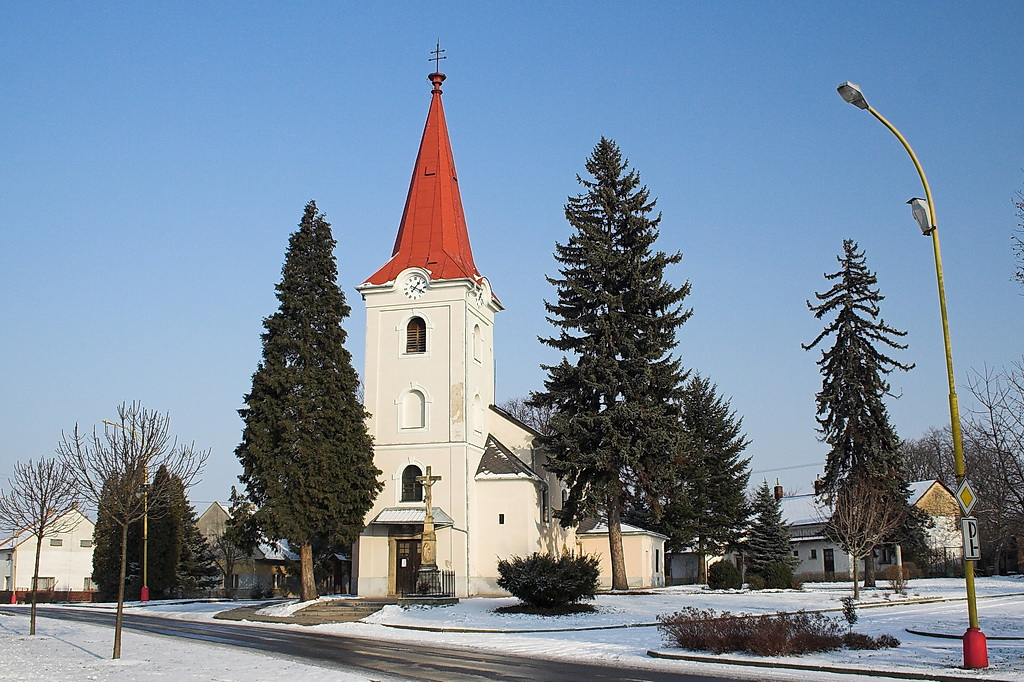
Kirche der hl. Kunigunde
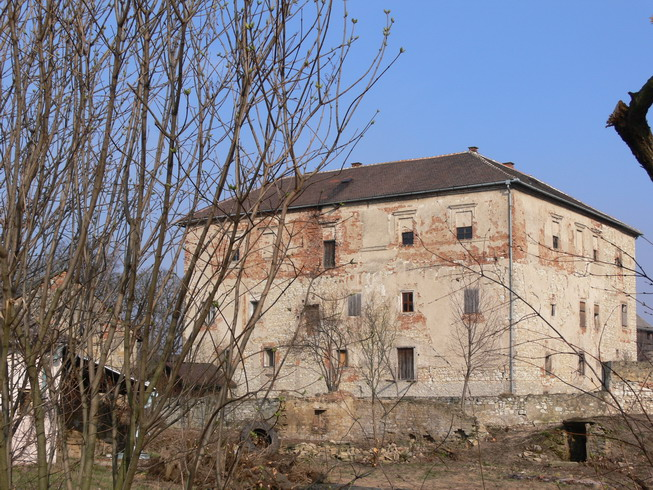
Feste Kurovice
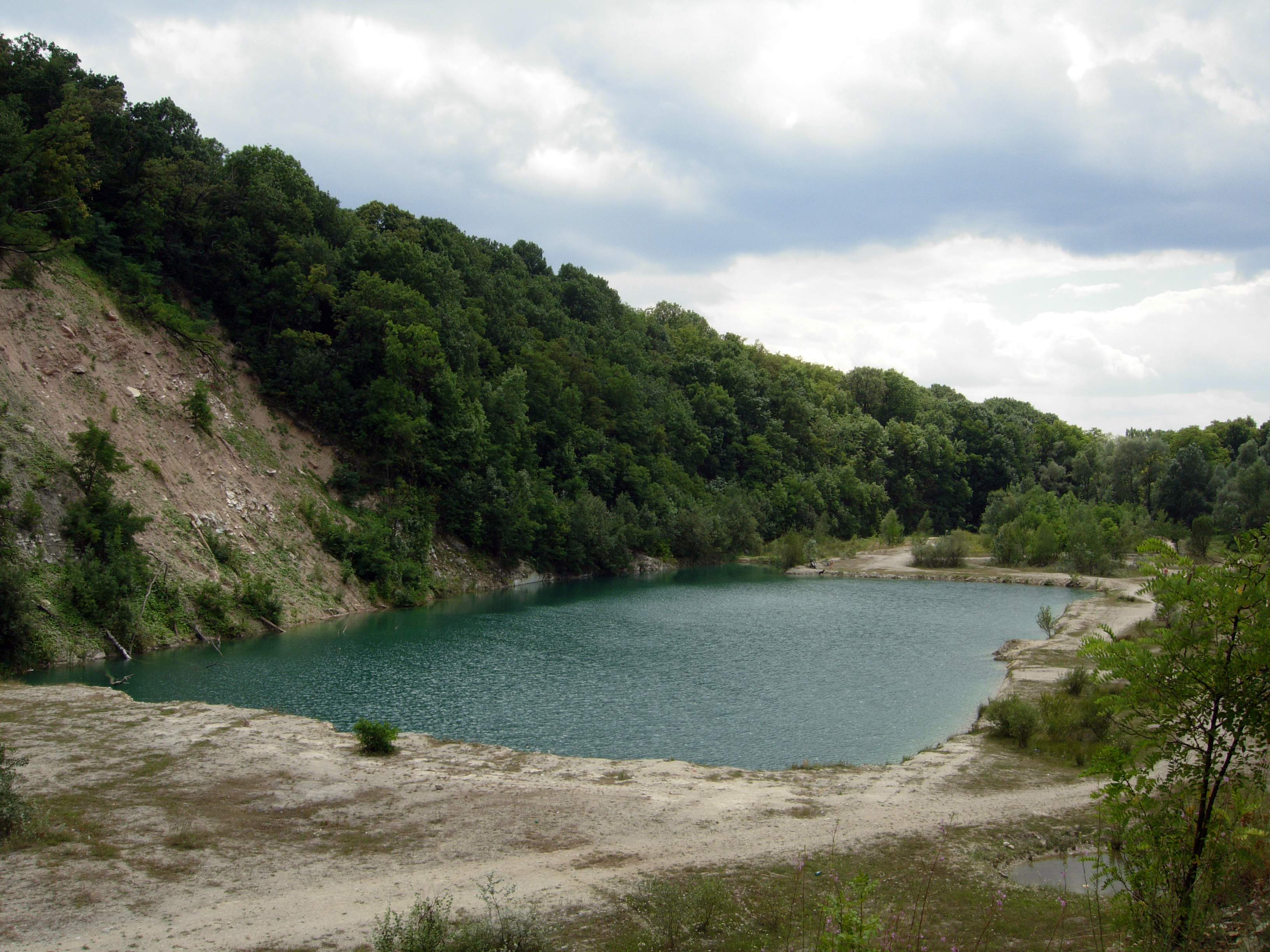
Naturreservat Kurovický lom
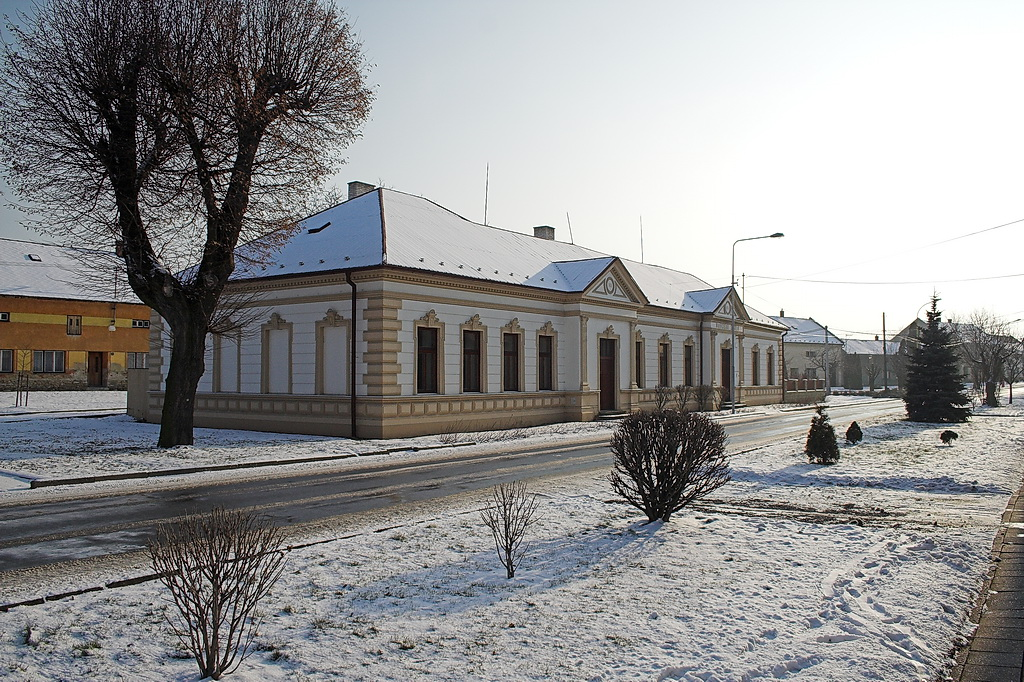
Ehemalige Schule